# ¡Bernabé, Bernabé!
¡Bernabé, Bernabé! es una novela histórica escrita por el uruguayo Tomás de Mattos, y publicada por primera vez en 1988. La segunda y definitiva versión fue en el año 2000.
La primera publicación generó gran debate en el Montevideo político e intelectual.
Narra la matanza de Salsipuedes, episodio protagonizado por los charrúas y el coronel Bernabé Rivera (sobrino del presidente Fructuoso Rivera). En este enfrentamiento se produjo la matanza de gran número de charrúas, y los sobrevivientes fueron dispersados entre distintas familias montevideanas para oficiar de sirvientes. Pocos meses después, Bernabé Rivera murió en combate a orillas del río Cuareim.
La novela se enmarca en la voz de un narrador-protagonista que afirma haber encontrado el documento, siendo una epístola que Josefina Péguy, viuda de Narbondo y escritora aficionada, le enviara a Federico Silva, dueño del periódico «El indiscreto», de Tacuarembó. Josefina encontró los datos en el archivo familiar cuando ya habían pasado 54 años del episodio de Salsipuedes.